# Écotoxicologie du paysage
L'écotoxicologie du paysage est une discipline scientifique qui a émergé dans les années 1990 visant à étudier les effets des polluants dans les écosystèmes tout comme l'écotoxicologie mais à grande échelle en utilisant des outils et concepts de l'écologie du paysage. Elle s'intéresse donc l'influence des caractéristiques du paysage (paramètres spatiaux et temporels, répartition des variations géographiques de la biodiversité, etc.) et de la structure des réseaux trophiques sur le transfert et les effets des polluants

## Histoire
Ce concept est relativement récent et la nécessité d’en faire un sujet de recherche a été énoncée par John Cairns Jr et B. R. Niederlehner en 1996 dans l’article : Developing a field of landscape ecotoxicology. Cette discipline d’étude a vu le jour pour mieux expliquer comment certaines substances peuvent affecter un paysage via les différents flux présents entre les écosystèmes et elle repose sur l’évaluation des risques environnementaux potentiels. L'échelle du paysage qui vise à répondre à la tendance qui veut que les recherches au niveau des écosystèmes ciblent leurs actions sur un ensemble trop petit temporellement et spatialement pour expliquer et détecter tous les processus présents dans ce milieu. Ultimement, cette discipline a pour but de fournir des informations supplémentaires pour la prise de décision pour la gestion de différentes aires à l’étude.
Dans les débuts de cette discipline, le repérage des milieux perturbés se faisait par l’identification de caractéristiques particulières, documentées comme présentes dans des systèmes hautement altérés. Un bon exemple de milieu très perturbé est la région autour d’une fonderie, qui change rapidement en structure et composition après l’établissement de celle-ci. De façon plus actuelle, l’amélioration des capacités de calculs des outils informatiques, le déclassement des satellites militaires, l’amélioration de la finesse des capteurs et l’utilisation des systèmes d’informations géographiques couplés avec des modèles prédictifs a permis au repérage des milieux perturbés de se faire à plus grande échelle et sur de plus grandes surfaces.

## Problématiques
Ce domaine fait la relation entre deux échelles de grandeur différente : le moléculaire vers le vivant, notamment les organismes multicellulaires. Établir un lien de causalité entre ces deux sujets au niveau d’une seule espèce est déjà établi et de nombreuses études l’appuient[réf. nécessaire]. Par contre, inférer cette toxicité à un écosystème ou encore plus grand, à un paysage demande des recherches plus approfondies de toutes les relations qui y sont présentes. Des investigations traditionnelles en écotoxicologie sur des microcosmes ou des mesocosmes existent déjà, mais il n’est pas encore possible de les extrapoler à l’échelle du paysage avec certitude. Malgré cela, des études hautement informatives ont été faites au niveau des écosystèmes,, mais elles sont difficilement reproductibles et très dispendieuses. Les méthodes ascendantes, comme le fait d'extrapoler l'effet d'un molécule sur une espèces et ensuite au niveau d'un écosystème, sont très utiles dans le cadre de l'évaluation des risques mais restent limitées.

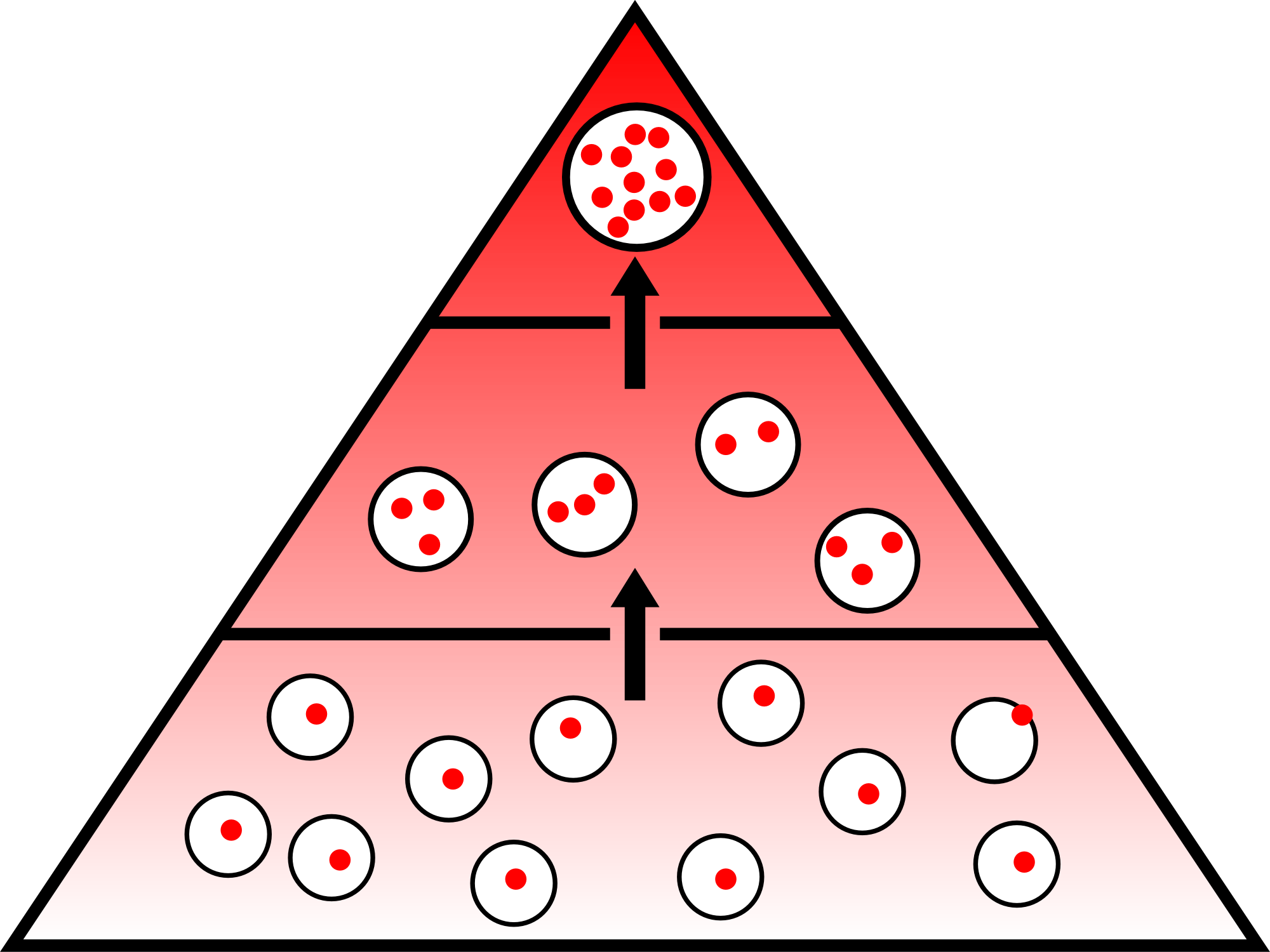
Principe de bioaccumulation où chaque niveau représente un niveau trophique

Les interactions complexes entre les espèces dans les écosystèmes rendent la tâche difficile car un polluant peut être détecté chez plusieurs de ses habitants. sans en affecter d'autres ou alors de manière différente. Une substance toxique peut aussi changer d'écosystème via les déplacements des animaux dans différents systèmes biologiques ou par les relations trophiques. Les interactions entre les composantes des écosystèmes peuvent engendrer un effet sur des niveaux plus hauts ou plus bas que l’espèce étudiée. Pour bien illustrer ces interactions, on peut penser à une espèce dont la population décline en raison d'une substance toxique présente dans son aire de répartition en concentration suffisamment élevée pour l’affecter. S’il s’agit d’une proie, le déclin de sa population peut diminuer les populations qui en font la prédation, soit par l'intoxication de ces derniers à ce même produit ou par la diminution d’une de leur source alimentaire. Le phénomène de bioaccumulation peut aussi jouer un rôle important pour certaines espèces présentes dans un paysage pollué.
Il faut aussi prendre en compte que la majorité des écosystèmes de la Terre ont déjà été perturbés et le sont toujours, et ce à un niveau suffisant pour qu’il soit difficile de déterminer quel polluant spécifique agit sur l’écosystème ou s’il s’agit d’une interaction entre plusieurs polluants. Un organisme peut être moins résilient à une ou plusieurs substances toxiques données s'il est déjà affecté par une ou plusieurs autres. Certaines substances peuvent également avoir un effet synergique lorsqu'elles sont combinées.
L'échelle du paysage est si grande qu'il est difficile d'inférer à partir d'interactions qui se produisent à l'échelle moléculaire. Il est par exemple difficile d'isoler les effets d'un polluant d'origine anthropique d'autres effets provenant de causes inhérentes à l'évolution naturelle d'un écosystème. Il faut dans ce cas pouvoir comparer avec un système de contrôle (comme un groupe de contrôle dans une expérimentation médicale) ou posséder un large éventail de données sur une longue période pour un système donné afin d'éliminer la variation naturelle de l’environnement pour déterminer la nature de la perturbation observée.

## Outils et méthodes
L’aspect du paysage a une grande importance dans cette discipline, car ses caractéristiques influent grandement sur la répartition des substances toxiques dans celui-ci. La structure écologique du milieu influe sur sa résilience, alors que les particularités topographiques ont un rôle important à jouer dans la distribution des substances dans le milieu. Finalement, certains facteurs reliés au paysage, comme la capacité tampon du système, ont aussi leur importance.
La répartition des différentes perturbations est affectée par les multiples caractéristiques physiques du terrain. Plus précisément, il s’agit des divers facteurs qui peuvent influencer la répartition des perturbateurs, de l’énergie et des matériaux dans l’environnement, comme l’élévation, la pente, les facteurs climatiques ou la présence de cours d’eau.
Les stress chimiques varient en matière d’intensité, de récurrence, de surface affectée et de persistance. Un stresseur avec une forte intensité et une récurrence unique comme la catastrophe nucléaire de Tchernobyl est très différent de l’épandage régional annuel des fertilisants et pesticides dans les champs. Il est donc important d’identifier le ou les stresseurs chimiques qui altèrent les caractéristiques du paysage. Cette tâche n’est pas toujours facile, car certains écosystèmes sont touchés par plusieurs polluants à la fois, d'autant plus que dans certains cas l'exposition est diffuse. Il est aussi possible que certains contaminants affectent le paysage de façon variable au cours du temps.

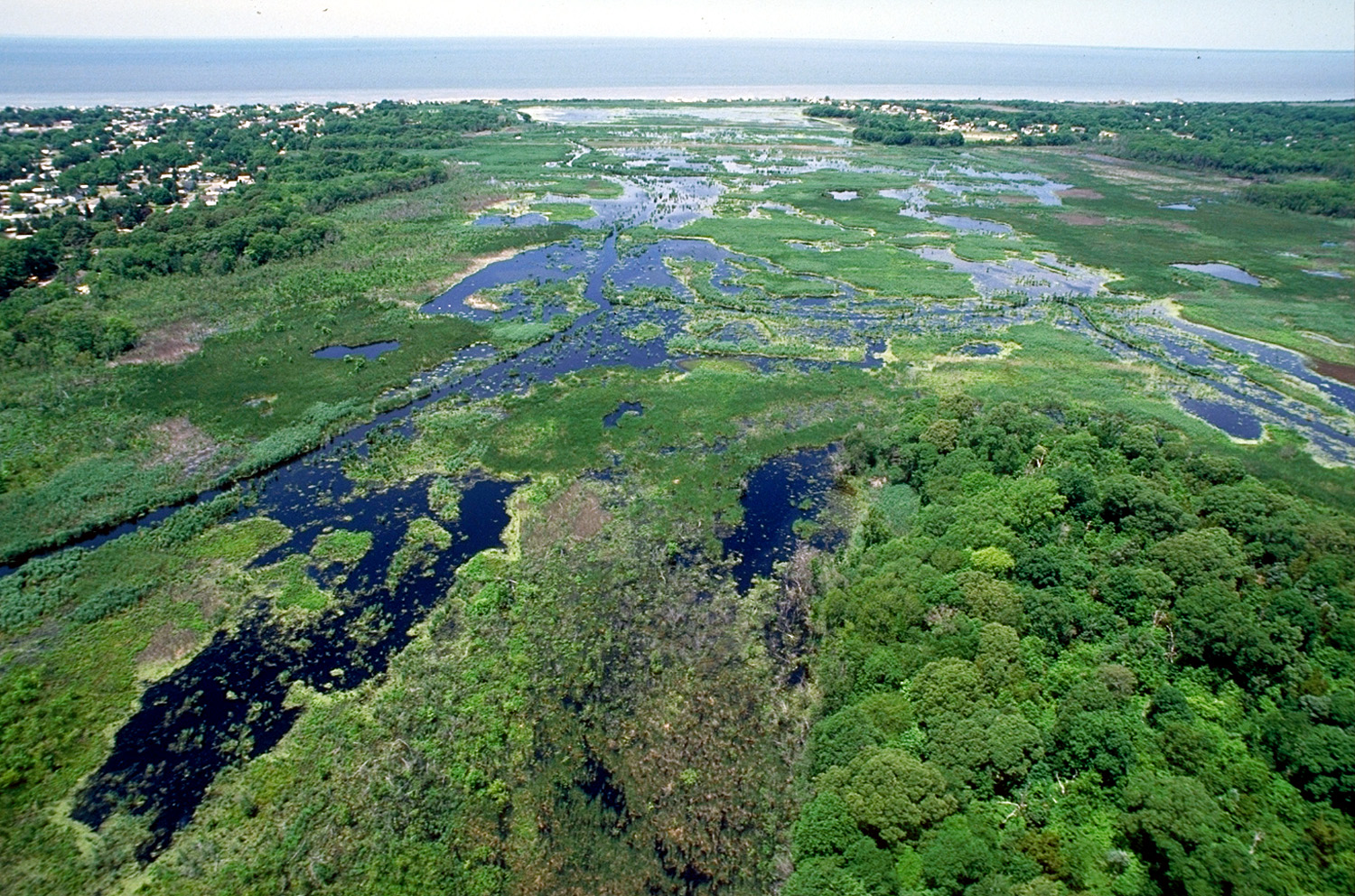
Diversité des écosystèmes au niveau du paysage (zone humide de Cape May, New Jersey, États-Unis)

La caractérisation du milieu à l’échelle du paysage permet d’observer la répartition d'un polluant dans le temps, qu'il s'y répande rapidement ou non. Elle rend aussi possible de comprendre comment un impact à petite échelle peut, par addition, devenir un enjeu majeur. Ce niveau d'observation plus large prend aussi en compte le fait qu’une substance toxique présente dans un écosystème peut affecter une autre entité dans l’écosystème de façon indirecte. De ce fait, l’observation temporelle et spatiale de la dispersion du polluant y revêt une grande importance. Les données temporelles permettent de prendre en compte comment, après plusieurs expositions, un stresseur qui n’a pas eu d’impact initialement pourrait en avoir. L'aspect spatial permet quant à lui de mettre en relation le nombre d’écosystèmes perturbés qu’une espèce donnée occupe ou qu’elle peut habiter pour prédire si une recolonisation du milieu par les populations est possible après la perturbation.
La capacité de contenir la propagation d’un stresseur chimique fait aussi partie des mesures qui peuvent informer sur l’intégrité du paysage. En effet, les différents écosystèmes retiennent et détoxifient différentes substances à différents rythmes. La structure spatiale et la santé des écosystèmes sont donc très importantes dans ce domaine.
L’écotoxicologie du paysage peut aider à prédire les changements au niveau de la mobilité des polluants qui seraient causés par le changement climatique qui risque de modifier des patrons météorologiques, causer une hausse du niveau des mers, engendrer le réchauffement de la température globale et altérer la composition faunique et floristique des écosystèmes mondiaux.

## Indicateurs

### Indice de couverture du paysage et d’hétérogénéité
L’amélioration des technologies de télédétection a une grande utilité pour l'identification des zones potentiellement affectées. Ces techniques ont l’avantage de renseigner sur une échelle spatiale et temporelle sans nécessiter d'intervention sur le terrain, ce qui est un avantage économique et temporel. Elles permettent une détection plus systématique des problèmes de grande envergure à travers l’utilisation d'indices d’hétérogénéité et de couverture du paysage. Cela dit, les perturbations mises en évidence peuvent être imputables à des stress chimiques dans l’environnement, mais aussi à des perturbations naturelles ou encore à des modifications du paysage par l’homme. Il est donc nécessaire d’utiliser aussi d’autres indices pour déterminer si la structure du paysage a été modifiée à la suite d'un stress d’origine chimique. Les données de télédétection peuvent donc être utilisées en amont pour identifier des zones nécessitant une investigation sur le terrain visant à détecter plus précisément des changements de composition des espèces ou de concentrations de produits toxiques.

### Indices structurels du paysage
L’aspect structurel du paysage concerne principalement la structure, la composition et la diversité des espèces. Il est possible de détecter à grande échelle la présence d'un stress écotoxicologique en observant le déclin ou la croissance de la population ainsi que des caractéristiques du cycle de vie de certaines espèces. Ce type d’indicateur doit prendre en compte le niveau trophique, la sensibilité au stress chimique et par le type d’habitat utilisé par ces espèces. Les perturbations d’ordre toxicologiques d’une région peuvent ainsi être étudiées à travers l'observation de certains groupes taxonomiques qui sont définis comme des bioindicateurs. Pour qualifier une espèce spécifique d’indicatrice, celle-ci doit idéalement avoir les trois caractéristiques suivantes : une grande aire de répartition, une sensibilité au stress et une ou des fonctions importantes pour l’écosystème. Il est aussi possible de constater la présence d'un perturbateur chimique via l’élargissement de l'aire de répartition d’espèces dites résistantes au détriment des espèces dites sensibles.

### Indices fonctionnels du paysage
Les indices fonctionnels les plus utilisés sont le rythme de recyclage des nutriments, la perte de nutriments, le taux de respiration des communautés et le taux de production de biomasse par rapport à la biomasse totale. Ces mesures perdent leur pertinence en matière d'écotoxicologie lorsqu’elles sont agrégées spatialement à l'échelle du paysage car il y a une grande hétérogénéité des valeurs pour les différents écosystèmes. La productivité primaire peut toutefois être comparée à des valeurs connues pour certains systèmes, elle peut donc se révéler utile à grande échelle. Il est même possible de l’observer via la télédétection, car la présence de produits toxiques diminue la productivité, tandis que l’augmentation des nutriments disponibles l’augmente.
La prévalence entre les indices structurels et fonctionnels en matière d'utilité et de sensibilité n'est pas établie. Ces deux types d’indices peuvent être en interrelation, notamment pour des écosystèmes tolérants à des changements au niveau de leur structure si de la redondance fonctionnelle y est présente. Dans ce cas, les effets des perturbations ne peuvent être détectés que lorsque les fonctions du milieu seront altérés.

## L’importance des modèles de prédiction
L’écotoxicologie du paysage vise à prédire la répartition et l’effet du relâchement d’un polluant à plus grande échelle que celle des écosystèmes en approfondissant les connaissances sur les phénomènes d’expositions à des stresseurs chimiques au niveau du paysage. Pour faire de telles prédictions quatre méthodes peuvent être utilisées : faire des tests de toxicité, généraliser à partir de systèmes similaires qui ont été perturbés par un polluant, faire de la biosurveillance dans les sites affectés ou utiliser des modèles de prédictions.
Toutefois, c’est la combinaison de ces quatre méthodes qui donne les meilleurs résultats. Les tests de toxicité ou les relevés terrain sur des milieux endommagés par des substances néfastes permettent de déterminer si le contexte actuel du milieu a eu des impacts négatifs sur sa structure et ses fonctions. Un lien de causalité entre une substance chimique et une altération biologique ne peut être réalisé que par une étude de toxicité. La surveillance biologique permet de mettre en place des modèles prédictifs. Une fois ces modèles calibrés à partir d'un grand nombre de données, il est possible de prédire l’effet d’une substance sur un écosystème, mais surtout d'extrapoler à différentes échelles spatiales et temporelles.

## Critiques méthodologiques
Quatre pistes ont été proposées pour tenter de lever les obstacles auxquels se confronte cette discipline. Tout d'abord, il serait pertinent de concentrer les efforts sur les fonctions écologiques et les caractéristiques fonctionnelles qui sont affectées par un polluant plutôt que de se focaliser sur la recherche des espèces en sont affectées, c'est-à-dire adopter une approche descendante.

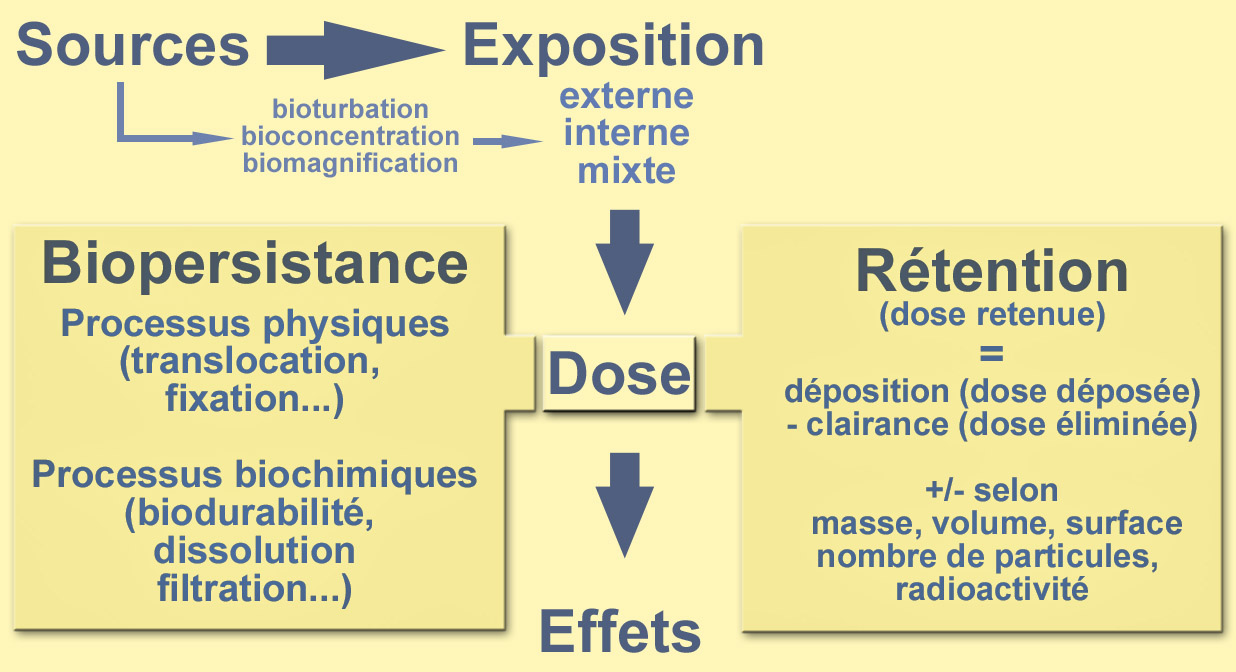
Phénomène de dose-réponse souvent utilisé en toxicologie

Il serait ensuite intéressant de chercher à prendre en compte l’effet de la combinaison des stresseurs déjà présents dans l’environnement dans le calcul de la dose acceptable d’un polluant dans un écosystème plutôt que de définir au préalable certaines substances devant faire l'objet d'analyses.
Il serait désirable de se demander comment utiliser les données des recherches sur le sujet de la dose-réponse effectué sur des écosystèmes naturels afin de prédire certaines réponses, et ce au lieu de se questionner à savoir comment l’effet de certaines substances toxiques peut être utilisé pour faire de la prédiction, tandis qu'il y a peu d’études empiriques sur le sujet de la dose-réponse. Une autre piste d'amélioration réside dans la prédiction à partir de données de recherches sur le sujet de la dose-réponse collectées sur des écosystèmes naturels. Pour finir, les auteurs proposent de s'intéresser à la sensibilité à des polluants de communautés ou à des fonctions des écosystèmes plutôt que de se focaliser exclusivement sur les espèces ou les groupes taxonomiques qui seraient sensibles.